# Plebiscito sobre la Federación de Repúblicas Árabes en Egipto de 1971
Un plebiscito sobre la Federación de Repúblicas Árabes fue realizado en Egipto el 1 de septiembre de 1971, junto a plebiscitos simultáneos en Siria y Libia. Fue aprobado con el 99,96% de los votantes, con una participación de 98,1%

## Resultados
| Propuesta (alternativa)  | Votos     | %      |
| ------------------------ | --------- | ------ |
| Voto «A favor»           | 7.770.962 | 99,96% |
| Voto «En contra»         | 1.363     | 0,04%  |
| Voto inválidos/en blanco | 2.471     |        |
| Total votos emitidos     | 7.776.837 | 100%   |